# Danny Garcia (Fußballspieler)
Daniel „Danny“ Garcia (* 14. Oktober 1993 in Dallas) ist ein US-amerikanischer Fußballspieler, der meist als Mittelfeldspieler eingesetzt wird. Er steht derzeit beim San Antonio FC unter Vertrag.

## Karriere

### Jugend und Amateurfußball
Garcia begann seine Fußballkarriere in der Jugend des FC Dallas. Nach einigen Spielzeiten dort wurde am 8. Februar 2012 bekanntgegeben, dass Garcia einer von neun Spielern ist der eine Gastspielerlaubnis für die University of North Carolina bekam. In seinem ersten und einzigen Jahr absolvierte er 23 Spiele für die Tar Heels und erzielte vier Tore und bereitete weitere sechs vor.

### Vereinskarriere
Am 18. Juni 2013 unterzeichnete Garcia einen Vertrag nach der Homegrown Player Rule beim FC Dallas. Dieser erlaubte es ihm aber nicht, noch während der Saison 2013 einen Einsatz in der MLS zu absolvieren. Sein Pflichtspieldebüt absolvierte Garcia am 4. Mai 2014 bei der 1:0-Niederlage gegen die New York Red Bulls.
Garcia wurde am 27. April 2015 für den Rest der Saison an Arizona United ausgeliehen.
Nachdem sein Vertrag beim FC Dallas nicht verlängert worden war, wechselte er im Februar in die United Soccer League zum neu gegründeten San Antonio FC.

### Nationalmannschaft
Garcia war Teil der Kader für die U-20-Fußball-Weltmeisterschaft 2013 und für die CONCACAF U-20 Championship 2013.